# Partido Popular de Jaén
El Partido Popular de Jaén es la delegación provincial jiennense del Partido Popular y fue fundado en 1989 con el nacimiento del Partido Popular. Su presidente es Erik Domínguez y su sede central está en Jaén. Su organización juvenil es Nuevas Generaciones de Jaén.

## Historia
Fue fundado en 1989 y su primer presidente fue el baezano Gabino Puche Rodríguez-Acosta, que ya era el presidente a nivel autonómico del partido. Después de este fueron presidente Miguel Sánchez y José Enrique Fernández —el cual ganó al PSOE las elecciones municipales y generales de 2011— y desde 2017, Juan Diego Requena Ruiz, elegido en el XII Congreso provincial.

## Dirección provincial
- Presidente: Erik Domínguez Guerola
- Secretaria general: Elena González González
- Coordinador general: Luis Mariano Camacho Núñez
- Presidenta de NNGG Jaén: Gabriel Perales Vidal

## Grupos políticos

### Gobierno de Andalucía
- Catalina García Carrasco (Consejera de Salud y Consumo)
- María Luisa Del Moral Leal (Viceconsejera de Salud y Consumo)

### Senado
- Javier Márquez Sánchez
- Mariola Aranda García
- Francisco Javier Bermúdez Carrillo

### Congreso
- Juan Diego Requena Ruiz
- María Torres Tejada

### Parlamento de Andalucía
- Erik Domínguez Guerola
- Juanma Marchal
- Catalina García
- Maribel Lozano
- Manuel Bonilla
- Lola Martín

### Diputación de Jaén
- Comarca de Alcalá la Real: Mercedes Flores (Alcalá la Real)
- Comarca de Andújar: Francisco Carmona Limón (Andújar)
- Comarca de Cazorla: Antonio De la Fuente (La Iruela)
- Comarca de Jaén: María del Mar Dávila Jiménez (Mancha Real) (Viceportavoz del Grupo); Antonio Losa (Jaén); Roberto Moreno (Torres); Juan Morillo (La Guardia)
- Comarca de La Carolina: Luis Mariano Camacho Núñez (Bailén) (Portavoz del Grupo)
- Comarca de Linares: Raul Caro-Accino (Linares)
- Comarca de Martos: María Jesús Arrabal Órpez (Martos)
- Comarca de Villacarrillo: Nicolás Grimaldos (Torres de Albanchez)
- Comarca de Úbeda: José García (Torreperojil)

## Presidentes del partido
| Presidente                            | Desde | Hasta       | Notas                                                             |
| ------------------------------------- | ----- | ----------- | ----------------------------------------------------------------- |
| Gabino Puche Rodríguez-Acosta         | 1982  | 1993        | Presidente de AP Andalucía primero y del PP-A después.            |
| Miguel Sánchez de Alcázar             | 1993  | 2000        |                                                                   |
| José Enrique Fernández de Moya Romero | 2000  | 2017        | Dejó el cargo tras ser nombrado secretario de Estado de Hacienda. |
| Juan Diego Requena Ruiz               | 2017  | 2021        |                                                                   |
| Erik Domínguez Guerola                | 2021  | Actualmente |                                                                   |